# Mapeamento da internet

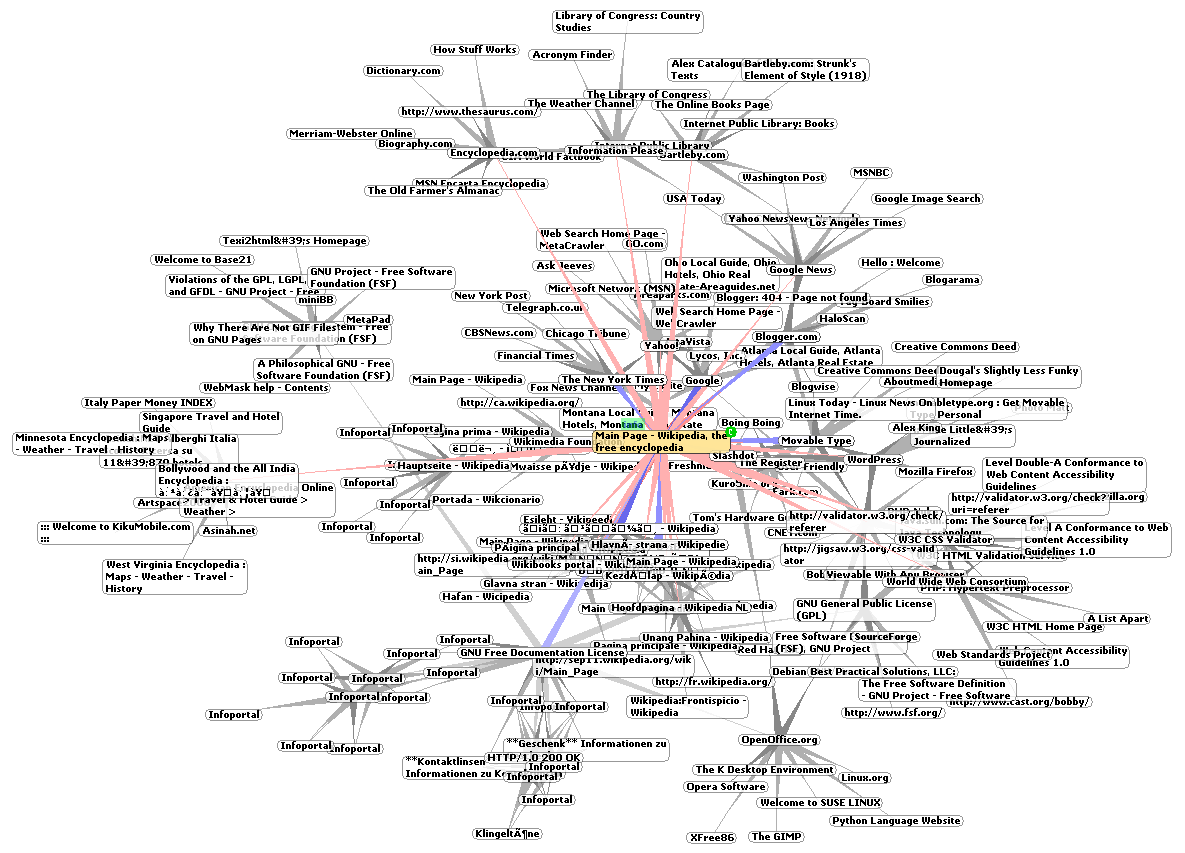
Mapa sobre a Wikipédia

Mapeamento da Intenet é o estudo da conectividade física da Internet. Não pode ser confundido com a descoberta remota de um sistema operacional, um corredor de computadores ou uma atividade quase hacker.
Algumas das primeiras tentativas de imagens do mapa de escala da internet foram produzidas pela Internet Mapping Project e publicado na Revista Wired. Os mapas produzidos por este projeto foram baseados no layer 3 ou IP de Internet conectados a Internet, mas há aspectos diferentes da estrutura da internet que também foram traçados.
Esforços mais recentes para mapear a internet foram melhorados por métodos mais sofisticados, permitindo-os fazer mais rápido e mais (comparativamente) mapas sensatos. Um exemplo de tal esforço é o projeto de OPTE (linque abaixo), que tenta desenvolver um sistema capaz de traçar a internet num único dia.
A teoria gráfica pode ser melhor usada para entender mapas da internet e ajudar escolher entre os muitos meios para visualizar mapas da internet. Alguns projetos tentaram incorporar dados geográficos em seus mapas de internet (por exemplo, tirar situações de routers ou nodes num mapa do mundo), mas alguns projetos só são preocupados com representar as estruturas mais abstratas da internet.
Mapeamento da Internet é o estudo da conectividade física da Internet. Não pode ser confundido com a descoberta remota de um sistema operacional, um corredor de computadores ou uma atividade quase hacker.
Algumas das primeiras tentativas de imagens do mapa de escala da internet foram produzidas pela Internet Mapping Project e publicado na Revista Wired. Os mapas produzidos por este projeto foram baseados no layer 3 ou IP de Internet conectados a Internet, mas há aspectos diferentes da estrutura da internet que também foram traçados.
Esforços mais recentes para mapear a internet foram melhorados por métodos mais sofisticados, permitindo-os fazer mais rápido e mais (comparativamente) mapas sensatos. Um exemplo de tal esforço é o projeto de OPTE (linque abaixo), que tenta desenvolver um sistema capaz de traçar a internet num único dia.
A teoria gráfica pode ser melhor usada para entender mapas da internet e ajudar escolher entre os muitos meios para visualizar mapas da internet. Alguns projetos tentaram incorporar dados geográficos em seus mapas de internet (por exemplo, tirar situações de routers ou nodes num mapa do mundo), mas alguns projetos só são preocupados com representar as estruturas mais abstratas da internet.

## Exemplos
Os efeitos da guerra Yugosláva, na Internet